# Gerhard West
Gerhard Martin Ferdinand Otto Ludwig Adolf West, auch Gerhard West von Bruch (* 21. Januar 1922 in Rostock; † 2006 in Wedel), war ein deutscher Lehrer, Landschaftsmaler, Kunsthändler und Restaurator.

## Leben
Gerhard West war ein Sohn des Antiquitätenhändlers Paul West (1883–1960) und dessen Frau Henny, geborene Bazing (* 1893), auch sein Großvater Ferdinand West und sein Onkel Ludwig West waren mit ihren Firmen in diesem Gewerbe tätig. Sein malerisches Interesse wurde vom Vater bereits in der Kindheit unterstützt. Nach dem Besuch des Gymnasiums war eine Ausbildung nicht möglich, er musste mit 18 Jahren in den Krieg.
Nach Ende des Zweiten Weltkrieges ließ Gerhard West sich 1945 in Wedel nieder. Er studierte an der Universität Hamburg Kunstgeschichte und Pädagogik. Parallel dazu studierte er an der Hamburger Landeskunstschule am Lerchenfeld freie Malerei und schloss dort mit einem Meisterdiplom ab. Nach dem Staatsexamen 1950 ging er in Altona und in Rissen in den Schuldienst. Bereits nach kurzer Zeit ließ er sich freistellen, um für 12 Jahre als Restaurator, Kunsthändler und Maler zu arbeiten. Zudem machte er als Passagier auf Handelsschiffen mehrere Reisen nach England und Skandinavien. Dabei entstandene Skizzen wurden später im Atelier zu Gemälden verarbeitet. West war Gründungsmitglied der Künstlergilde des Kreises Pinneberg.
Gerhard West war nach dem Wiedereintritt in den Schuldienst 1962 bis zu seiner Pensionierung in den späten 1980er Jahren als Lehrer sowohl für Kunst als auch für andere Fächer an der Altstadtschule in Wedel tätig. Wie Rudolf Höckner eine Generation früher hat er Wedel, seine Umgebung, die Elbe und den Hamburger Hafen zum Gegenstand seiner bildnerischen und maritim ausgerichteten Betrachtungen gemacht. In impressionistischer Malweise waren es Küstenszenen, historische Motive und immer wieder Schiffe, die die Neigung zum Nostalgischen deutlich werden ließ. Bilder von Gerhard West sind heute vielfach in Wedeler Privatbesitz, aber auch im Altonaer Museum oder in der Stiftung Mecklenburg zu finden. Neben der Malerei beschäftigte sich der Künstler seit langem auch mit der Porzellanmalerei.
Wie Gerhard West von seinem Vater für die Kunst begeistert wurde, so gab er diese Liebe und Begeisterung für Malerei wiederum an seinen Sohn Ole West weiter.

„Seine Grundentscheidung, seine ästhetische Position ist die Verherrlichung der Idylle als liebevolle Beschwörung eines Gestern, vielleicht, weil ihm das Heute zu abweisend, zu kalt und unmenschlich erscheint.“

## Ausstellungen
- 1989: im Ostholstein-Museum Eutin
- 1993: in Wedel